# 李成浩 (政治家)
李 成浩（リ・ソンホ、朝鮮語: 리성호、1963年6月21日 - ）は、朝鮮民主主義人民共和国の政治家。商業相、国家体育指導委員会委員などを歴任した。朝鮮人民軍総参謀長、人民武力部長などを歴任した金永春の婿。

## 経歴
1963年に両江道で生まれた。2009年3月8日に実施された最高人民会議第12期代議員で代議員に選出され、2010年3月に商業省局長に任命された。商業副相を経て、2012年4月13日に開催された最高人民会議第12期第7回会議で、同年2月にヘリコプター事故に巻き込まれ死亡した金奉哲の後任として商業相に任命され、内閣の構成員で最年少となった。2012年11月4日に党中央委員会政治局拡大会議の決定により、国家体育指導委員会が設立されると同委員会委員に任命された。
2014年3月9日に実施された最高人民会議第13期代議員選挙で代議員に選出されず、商業相を解任された。粛清の理由として、2013年3月に金正恩第一書記が朝鮮人民軍第4軍団の部隊を視察した際に、軍の病室や住宅を建て直しすように指示した所、不満を示したためという。金永春の婿ということで銃殺刑は免れたという。

## 参考サイト
- 북한정보포털

| 先代金奉哲 | 商業相2012年 - 2014年 | 次代金京男 |